# City of York Bay
City of York Bay ist eine Bucht auf Rottnest Island im australischen Bundesstaat Western Australia.

## Untergang der City of York
Die Bucht ist benannt nach dem Segelschiff City of York, das am 12. Juli 1899 bei stürmischem Wetter wegen falsch verstandener Signale 800 Meter vor der Bucht gesunken ist. Beim Unglück verloren zwölf Mann, darunter Phillip Jones, der Kapitän der Dreimastbarks, ihr Leben. Der Anker wurde später geborgen und beim Hauptpier der Insel ausgestellt. Eine Gedenkplakette bei der Bucht erinnert an das Unglück.

## Geografie
Die Bucht ist 70 Meter tief, 210 Meter breit und öffnet sich nach Nordosten. Östlich der Bucht liegt die Catherine Bay, dazwischen liegt der Charlotte Point. Westlich der Bucht liegt der Strand Ricey Beach.
Der 280 Meter lange Sandstrand ist öffentlich zugänglich.